# 3e division (armée impériale japonaise)
Pour les articles homonymes, voir 3e division.
La 3e division (第3師団, Dai-san shidan) est une unité d'infanterie de l'armée impériale japonaise. Son nom de code est Division Chance (幸兵団, Kō-heidan).

## Histoire
La 3e division est formée à Nagoya en janvier 1871 comme garnison de Nagoya (名古屋鎮台, Nagoya chindai), l'un des six commandements régionaux créés dans la nouvelle armée impériale japonaise. La garnison de Nagoya est responsable de la région centrale du Japon connue sous le nom de Chūbu et s'étirant de la préfecture d'Aichi à la préfecture d'Ishikawa. Sur les recommandations du conseiller étranger allemand Jacob Meckel, les six commandements régionaux sont transformés en divisions lors d'une réorganisation de l'armée le 14 mai 1888.
En tant que l'une des plus anciennes divisions de l'armée impériale japonaise, la 3e division participe à la première guerre sino-japonaise, la guerre russo-japonaise, l'intervention en Sibérie, et l'incident de Jinan.
Parmi ses plus célèbres commandants se trouvent Katsura Tarō, Hasegawa Yoshimichi, Uehara Yūsaku et Nobuyoshi Mutō.
Le 9 décembre 1938, la 3e division est subordonnée à la 11e armée et est l'une des divisions assignées à l'armée expéditionnaire japonaise de Chine basée à Nankin. En tant que l'une des plus puissantes unités, la 3e division participe à presque toutes les batailles du centre de la Chine. Durant la campagne du Zhejiang-Jiangxi (en), elle est convertie en division triangulaire le 4 juillet 1942. Elle sert temporairement plus tard comme quartier-général et division de garnison de la province du Zhejiang.
Batailles et campagnes en Chine (1937-1945)
| Bataille                          | Date de début data-sort-type="date" | Lieu                                              |
| --------------------------------- | ----------------------------------- | ------------------------------------------------- |
| Bataille de Shanghai              | 22 août 1937                        | Chuanshakou - Shanghai                            |
| Bataille de Xuzhou                | 14 février 1938                     | sud de Xuzhou                                     |
| Bataille de Wuhan                 | 22 août 1938                        | Xinyang                                           |
| Bataille de Suixian-Zaoyang       | 3 mai 1939                          | Tongbai - Suixian                                 |
| Bataille de Changsha (1939)       | 1er septembre 1939                  | Hubei - Hunan - Changsha                          |
| Offensive de l'hiver 1939-40 (en) | 13 décembre 1939                    | Tingsiqiao - Xinyang                              |
| Bataille de Zaoyang-Yichang       | 1er mai 1940                        | Xiangyang - Xiakou, xian de Nanzhang              |
| Opérations du Hubei central (en)  | 23 novembre 1940                    | Suizhou                                           |
| Bataille du sud de Henan          | 24 janvier 1941                     | xian de Ye                                        |
| Bataille de Changsha (1941)       | 7 septembre 1941                    | rive sud du fleuve Miluo- Huashan, xian de Xinhua |
| Bataille de Changsha (1942)       | 24 décembre 1941                    | fleuves Yueyang - Miluo- Liuyang                  |
| Campagne du Zhejiang-Jiangxi (en) | 15 mai 1942                         | ?                                                 |
| Bataille de l'ouest d'Hubei       | 9 avril 1943                        | côte nord du lac Dongting                         |
| Bataille de Changde               | 2 novembre 1943                     | sud de Changde - Changde - sud de Changde         |
| Bataille de Changsha (1944)       | 27 mai 1944                         | Wanyang Shan - Liuyang                            |
| Bataille de Guilin-Liuzhou        | Septembre 1944                      | sud de Liuzhou                                    |

- Bataille de l'ouest du Henan et du nord du Hubei (peut-être confondue avec la 3e division blindée)

À la fin de la Seconde Guerre mondiale, avec la dissolution de l'armée impériale japonaise, la 3e division est officiellement dissoute au Zhejiang.